# 枫丹勒孔特
方丹勒孔特（法語：Fontaine-le-Comte，法語發音：[fɔ̃tɛn lə kɔ̃t]）是法国新阿基坦大区维埃纳省的一个市镇，位于该省中西部，省会普瓦捷市区西南，属于普瓦捷区。

## 地理
方丹勒孔特（46°31'44"N, 0°15'44"E）面积18.66 平方千米，位于法国新阿基坦大区维埃纳省，该省份为法国中西部省份，北起曼恩-卢瓦尔省和安德尔-卢瓦尔省，西接德塞夫勒省，南至夏朗德省，东南接上维埃纳省，东临安德尔省。
与方丹勒孔特接壤的市镇（或旧市镇、城区）包括：贝吕日、库隆比耶、克鲁泰勒、利居热、马尔赛、普瓦捷、武讷伊苏比亚尔。
方丹勒孔特的时区为UTC+01:00、UTC+02:00（夏令时）。

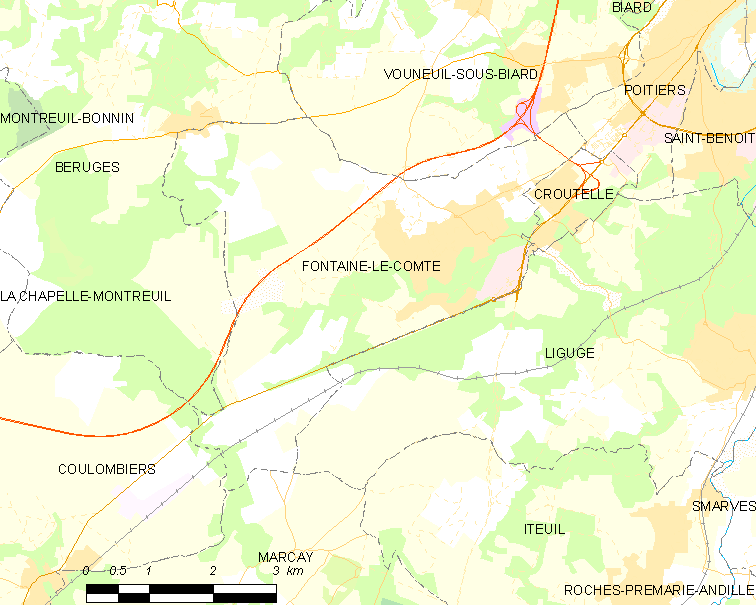
方丹勒孔特的OSM定位图

## 行政
方丹勒孔特的邮政编码为86240，INSEE市镇编码为86100。

## 政治
方丹勒孔特所属的省级选区为普瓦捷第一县。

## 人口

1962-2008年间方丹勒孔特人口变化图示

方丹勒孔特于2022年1月1日时的人口数量为3971人。